# عاصم حمود
عاصم حمود (أمير أندلسي) (6 يوليو 1975 -) من سكان بيروت اتهام بالانتماء لتنظيم القاعدة والتخطيط لمهمة تفجير أنفاق قطار (PATH)أسفل نهر هدسون بين نيوجيرسي ومدينة نيويورك بواسطة فريق من الانتحاريين، تم القبض عليه في 27 أبريل 2006 بواسطة القوات اللبنانية وفريق من قوات الأمن الداخلي بغرب بيروت وأعلن خبر القبض عليه في 7 يوليو 2006 بواسطة مساعد مدير مكتب التحقيقات الفيدرالي مارك جيه ميرشون.